# Mean as Hell
Mean as Hell es un álbum del cantante Johnny Cash lanzado el año 1966 el cual fue una especie de recopilación de canciones del CD anterior de Johnny Cash Sings the Ballads of the True West. Este disco llegó al ranking #4 en los mejores álbumes country.

## Canciones
1. The Shifting Whispering Sands
2. I Ride an Old Paint
3. The Road to Kaintuck
4. A Letter from Home
5. Mean as Hell
6. 25 Minutes to Go
7. Mr. Garfield
8. The Blizzard
9. Streets of Laredo
10. Sweet Betsy from Pike
11. Stampede
12. Bury Me Not on the Lone Prairie

## Posicionamiento
Álbum - Billboard (América del Norte)
| Año  | Tabla           | Posición |
| ---- | --------------- | -------- |
| 1965 | Álbumes Country | 4        |

## Enlaces
Puedes ir a the Ballads of the True West. Wikipedia en inglés si necesitas más información.
- Datos: Q16605803